# 박미경 (양궁 선수)
박미경(1982년 6월 19일 ~ )은 대한민국의 양궁 선수이다.